# Simeon moszkvai fejedelem
Büszke Simeon, oroszosan Szimeon Ivanovics (oroszul Симеон Иванович Гордый; 1316. szeptember 7.  – 1353. április 27.) moszkvai fejedelem.

## Fejedelemsége
Szimeon Iván Kalita moszkvai fejedelem legidősebb fia volt. Apja 1340-es halálakor fivéreivel együtt elutazott az Arany Horda kánjához, hogy megkapja jóváhagyását az örökösödésre és megvásárolta a jarlikot a Vlagyimiri Nagyfejedelemségre is. Utóbbiban a tveri és szuzdali fejedelmek versengtek vele, hivatkozva a szenioritási elvre. Azonban Moszkva hagyományosan tatárbarát politikája és a Szimeon által osztogatott ajándékok hatására a moszkvai herceg kapta az orosz fejedelemségek fölött formális főséget jelentő nagyfejedelmi címet.

## Konfliktusa Novgoroddal
Még 1333-ban Iván Kalita, hogy építkezései költségeit fedezhesse, megemelte a novgorodiak által fizetendő adó mértékét, amit azok nem fogadtak el, ezért harci cselekményekre is sor került. Iván ekkor békült ki a Litván Nagyfejedelemséggel és Szimeon ekkor vette feleségül Gediminas herceg lányát, Augusztát. 1340-ben az adófizetési vita kiújult, de Iván meghalt és mire Szimeon visszatért a káni udvarból, a novgorodiak összehívták seregeiket és Beloozero és Usztyuzsna városok ellen indultak. Szimeon megszervezte az ellencsapást, és először megszállta Torzsokot, melynek adója az egész vita alapját képezte. Valamivel később megérkezett a novgorodi felmentő sereg, elfoglalták a várost és a moszkvai helytartókat fogságba vetették. Mikor a moszkvai fősereg visszatért, Torzsokban Moszkva-párti felkelés tört ki és a novgorodi bojárokat megölték. Ezután a két fél a novgorodi püspök közvetítésével békét kötött, melynek alapján Moszkva megkapta Torzsok adóját és évi 1000 rubel hadisarcot.
Szimeon 1346-tól haláláig névleges novgorodi fejedelem volt. 1348-tól Pszkov városát elszakította Novgorodtól és önállóan választhatták meg vezetőiket, bár egyházszervezetileg továbbra is a novgorodi püspök alá tartoztak.

## Konfliktusa Litvániával
1341-ben meghalt Üzbég kán és Szimeon, valamint Feognoszt metropolita az új tatár uralkodó, Dzsanibég kán udvarába járultak, jogaik megerősítésének céljából. Szimeon fejedelmi kinevezését megújították, ám az új kán sokáig nem volt hajlandó adómentességet biztosítani az ortodox egyháznak és túszul magánál tartotta Feognosztot. Végül 600 rubel kifizetése ellenében megújította az egyház immunitási jarlikját is.
Ugyanekkor Algirdas, az új litván nagyfejedelem szintén a kánhoz küldte fivérét, Korjatot, hogy bírja rá a tatárokat egy Moszkva elleni közös hadjáratra. Dzsanibég azonban átadta Korjatot Szimeonnak, így a litvánok hamarosan békét kértek Moszkvától.
Szimeon első felesége 1345-ben meghalt és 1347-ben a korábbi tveri fejedelem lányát, Mariját vette el. 1346-47-ben segítette sógorát, Vszevolodot, hogy a hagyományos szenioritási rendszert megkerülve megkapja Tver trónját. Két évvel később Algirdas Marija húgával házasodott össze, így néhány évvel később a tveri örökösödési viták a dinasztikus kapcsolatokon keresztül litván-moszkvai háborúkhoz vezettek.
1351–1352-ben Szimeon kisebb hadjáratot vezetett a litván szövetségben levő Szmolenszki Fejedelemség határvidékére. Háború helyett tárgyalások útján megállapodott Algirdassal, hogy a határmenti, vitatott hovatartozású kisvárosok Moszkva fennhatósága alá kerülnek.

## Halála
A nagy pestisjárvány 1352-ben érte el Oroszország északkeleti vidékeit, Pszkov lakosságának kétharmada odaveszett. 1353-ban Moszkvában is kitört a pestis és a járványban meghalt Szimeon fejedelem, addig életben maradt két kisfia, Andrej öccse és Feognoszt metropolita. Utóda a trónon Iván öccse lett.

## Családja és gyermekei
Szimeon háromszor házasodott és hat fia született, ám valamennyi fiatalon halt meg. Első felesége Gediminas litván nagyfejedelem lánya, Auguszta (ortodox áttérése után Anasztázia, †1345) volt, akitől három gyermeke született:
- Vaszilij (1336 –1337)
- Konsztantyin (1340 –1340)
- Vaszilisza, 1349-ben feleségül ment Mihail kasini részfejedelemhez.

Másodszor a dorogobuzsi fejedelem lányát, Jevpraksziját vette el, de alig egy év múlva visszaküldte az apjához, azzal hogy el van átkozva és "minden éjszaka halottnak látszik".
Harmadszorra Alekszandr Mihajlovcs tveri fejedelem lányával, Marijával házasodott össze. Gyermekeik:
- Danyiil (1347-?)
- Mihail (1348 –1348)
- Iván (1349 –1353)
- Szimeon (1351 –1353)

## Fordítás
- Ez a szócikk részben vagy egészben  a(z)   Симеон Иванович Гордый című orosz Wikipédia-szócikk ezen változatának fordításán alapul.  Az eredeti cikk szerkesztőit annak laptörténete sorolja fel. Ez a jelzés csupán a megfogalmazás eredetét és a szerzői jogokat jelzi, nem szolgál a cikkben szereplő információk forrásmegjelöléseként.